# Phytocrene trichura
Phytocrene trichura är en tvåhjärtbladig växtart som beskrevs av Ridley. Phytocrene trichura ingår i släktet Phytocrene och familjen Icacinaceae. Inga underarter finns listade i Catalogue of Life.